# Markus Gisdol
Markus Gisdol, né le 17 août 1969 à Geislingen an der Steige en Allemagne, est un footballeur allemand, devenu entraîneur à l'issue de sa carrière, qui évoluait au poste de milieu de terrain.

## Biographie

### Carrière d'entraîneur
Le 2 avril 2013, Markus Gisdol est nommé entraîneur du 1899 Hoffenheim, à la suite de la démission de Marco Kurz. Son premier match en tant qu'entraîneur de Hoffenheim lors d'une victoire 3-0 contre le Fortuna Düsseldorf.
Le 16 avril 2015, il signe un nouveau contrat de trois ans. Mais le 26 octobre 2015, il est renvoyé et remplacé par Huub Stevens. Le 25 septembre 2016, il remplace Bruno Labbadia en tant qu'entraîneur de Hambourg SV et signe un contrat d'un an. Le 18 novembre 2019, il remplace Achim Beierlorzer en tant qu'entraîneur de FC Cologne et signe un contrat d'un an. En 2021, il devient entraîneur du Lokomotiv Moscou, fonction dont il démissionne le 1er mars 2022 après l'invasion russe de l'Ukraine.